# Björn Kurtén
Björn Olof Lennartson Kurtén (* 19. November 1924 in Vaasa; † 28. Dezember 1988 in Helsinki) war ein finnischer Wirbeltier-Paläontologe, der für populärwissenschaftliche Bücher bekannt ist.
Kurtén stammte aus der schwedischen Minderheit in Finnland. 1953 wurde er in Helsinki promoviert (über Populationsdynamik rezenter und fossiler Säuger)  und lehrte ab 1955 an der Universität Helsinki, von 1972 bis zu seinem Tod 1988 als Professor. Er war auch Gastwissenschaftler an der University of Florida und der Harvard University (1971).
Er befasste sich mit fossilen Säugern (besonders Bären) und grub unter anderem in Tunesien und Spanien. Bekannt ist er für populärwissenschaftliche Bücher, für die er unter anderem 1988 den Kalinga-Preis der UNESCO erhielt. Er schrieb auch paläontologische Science Fiction (wie Der Tanz des Tigers 1978 über die Begegnung von Neandertaler und Cro-Magnon-Menschen) und moderierte in den 1980er Jahren eine skandinavische TV-Serie über das Eiszeitalter.

## Schriften
- The cave bear story: Life and Death of a vanished animal. Columbia University Press, 1976.
- The age of mammals. Columbia University Press, 1973.
- Pleistocene mammals of Europe. Weidenfeld and Nicholson, 1968 (Taschenbuch Aldine Publ. 2007).
- Pleistocene Mammals of North America. Columbia University Press, 1987 (mit Elaine Anderson).
- On the Evolution and Fossil Mammals. Columbia University Press, 1988.
- Der Tanz des Tigers. Heyne Verlag, 1986 (Science Fiction).
- Die Welt der Dinosaurier. Fischer Taschenbuch, 1982 (gebundene Ausgabe: Kindler Verlag 1968).
- Nicht von den Affen. Die Stammesgeschichte des Menschen. Universitas, 1982.
- Our earliest anchestors. Columbia University Press, 1993.
- How to deep freeze a Mammut. Columbia University Press, 1986.